# Adscita
Adscita is een geslacht van vlinders uit de familie van de bloeddrupjes (Zygaenidae).

## Soorten
- Adscita albanica (Naufock, 1926)
- Adscita alpina (Alberti, 1937)
- Adscita bolivari (Agenjo, 1937)
- Adscita capitalis (Staudinger, 1879)
- Adscita geryon (Hübner, 1813)
- Adscita italica (Alberti, 1937)
- Adscita jordani (Naufock, 1921)
- Adscita krymensis Efetov, 1994
- Adscita mannii (Lederer, 1853)
- Adscita mauretanica (Naufock, 1932)
- Adscita obscura (Zeller, 1847)
- Adscita schmidti (Naufock, 1933)
- Adscita statices(Linnaeus, 1758) – Metaalvlinder
- Adscita storaiae (Tarmann, 1977)
- Adscita turcosa Retzius, 1783
- Adscita taftana (Alberti, 1939)